# Vittorio Ambrosio
Vittorio Ambrosio (28. srpnja 1879. – 19. studeni 1958.) je bio talijanski general. Služio je u Talijansko-turskom ratu (kao satnik konjice), Prvom svjetskom ratu (kao bojnik, potom pukovnik i brigadir) te u Drugom svjetskom ratu (kao general; u prvi generalski čin promaknut je 1932. godine).
Za vrijeme Travanjskog rata rata bio je zapovjednik Druge talijanske armije sa sjedištem u Sušaku; na važnu vojnu dužnost zapovjednika 2. armije u krajevima uz granicu s Jugoslavijom - naime je Italija imala planove za destabilizaciju i po mogućnosti dezintegraciju Jugoslavije -  bio je imenovan 1938. godine. Imao je važnu ulogu u slamanju Kraljevine Jugoslavije. 15. travnja osvojio je Split i Kotor.

## Okupacija Hrvatske, Slovenije i Crne Gore
Ambrosio je zapovijedao talijanskim postrojbama koje su kontrolirale dio Slovenije (uključivo Ljubljanu) kojega je Italija pripojila svojem državnom teritoriju i približno polovinom NDH.
Smatrao je svaku Hrvatsku prirodnim neprijateljem Italije, koja je imala strateški cilj učiniti Jadran svojim unutrašnjim morem i na taj način ovladati izlazom Srednje Europe na more. Prema mišljenju vodstva Nezavisne Države Hrvatske, on je nastojao od NDH oduzeti pojas širine nekoliko desetaka kilometara izvan zone koje je Rimskim ugovorima od 18. svibnja 1941. godine trebao pripasti Italiji, i time posve oduzeti Hrvatskoj pristup moru: na Ambrosiovu zapovijed je u takvom pojasu (tzv. Druga zona) uspostavljena 9. rujna 1941. godine talijanska civilna i vojna vlast, te je zabranjen ulazak trupa NDH na to područje. Djelovanje trupa NDH je zabranjen i u tzv. Trećoj zoni (koja je dopirala gotovo do Zagreba i Sarajeva): u tim je područjima nakon toga izbila prilično masovna pobuna Srba (najprije posve četnički Vidovdanski ustanak od 24. lipnja 1941. god. u Istočnoj Hercegovini, a potom i pobuna Srba na tromeđi Like, Dalmacije i Bosanske Krajine od 27. lipnja 1941. godine, čiji su sudionici dijelom pristupili četnicima, a dijelom partizanima). Dijelu Srba koji je prihvatio komunističko vodstvo su se s vremenom sve više pridruživali i Hrvati - antifašisti; a nezanemariv broj Hrvata - orjunaša bio se pridružio i četnicima.
Prema redarstvenim i obavještajnim izvještajima NDH s terena, talijanske snage su aktivno podupirale nezadovoljstvo Srba ustaškom vladavinom i ohrabrivali ih na pobunu. Nakon što je dio pobunjenika prihvatio zapovjedništvo komunista koji su bili neprijateljski raspoloženi prema Talijanima, talijanska vojska pod Ambrosiovim zapovjedništvo je i službeno prihvatila suradnju četnika kao "antikomunističke milicije" - bez pitanja i zapravo protivno volji vlasti NDH.
20. siječnja 1942. godine imenovan je V. Ambrosio načelnikom glavnog stožera talijanskih oružanih snaga. Nakon poraza u Tunisu i savezničkog iskrcavanja na Siciliju pokušao je povući Italiju iz rata te ju odvojiti od Njemačke. Poslije svrgavanja Bennita Mussolinija s vlasti 23. srpnja 1943. i skore kapitulacije Italije 8. rujna 1943. godine, odano je služio novom predsjedniku vlade Pietru Badogliu.
U okolnostima kapitulacije Italije, propustio je dati bilo kakve zapovijedi talijanskoj vojsci, koja se suočila s agresivnim aktivnostima postrojbi njemačke vojske prisutnih na teritoriju Italije usmjerenima na razoružavanja znatno mnogobrojnijih talijanskih oružanih snaga i preuzimanja kontrole nad talijanskim teritorijem (Fall Achse, tj. "Plan osovina"). Suočeni sa sporadičnim otporom talijanskih snaga - koji je na nekim mjestima prerastao u krvave borbe - Nijemci su okupirali većinu Italije, te odveli na prisilni rad u Njemačku oko 600 tisuća zarobljenih talijanskih vojnika. Daljnjih oko 100 tisuća je odlučilo da će se pridružiti Nijemcima u daljnjem ratovanju protiv Saveznika; takav slijed događaja doveo je i do osnivanja Talijanske Socijalne Republike pod Mussolinijem na sjeveru okupiranom od Nijemaca, odvojene od Kraljevine Italije koja je nastavila postojati na jugu okupiranom od Saveznika. Italija je potom skoro dvije godine bila izložena krvavom i razornom ratovanju Nijemaca i Saveznika na vlastitom teritoriju.
U studenom 1943. godine razriješen je dužnosti načelnika glavnog stožera (inače su Saveznici bili vrlo nepovjerljivi prema talijanskoj vojsci, te je talijanska vojska bila u to doba manje - više raspuštena, uz izuzetak zračnih snaga) i imenovan je glavnim inspektorom oružanih snaga. U srpnju 1944. godine je razriješen i te funkcije, te je službeno umirovljen u srpnju 1945. godine.

### Pisani izvori
- Gračanin,Hrvoje - Kratka povijest Hrvatske za mlade II., Sys Print, ISBN 953-232-112-8